# Khánh Ân
Khánh Ân (tiếng Trung: 慶恩; 1844 – 1881) là một hoàng thân của nhà Thanh trong lịch sử Trung Quốc, người thừa kế 1 trong 12 tước vị Thiết mạo tử vương.

## Cuộc đời
Khánh Ân được sinh ra vào giờ Mùi, ngày 3 tháng 5 (âm lịch) năm Đạo Quang thứ 24 (1844), trong gia tộc Ái Tân Giác La. Ông là con trai thứ năm của Thuận Thừa Cần Quận vương Xuân Sơn, mẹ ông là Trắc Phúc tấn Tha Tháp Lạp thị (他塔拉氏). Năm Hàm Phong thứ 4 (1854), tháng 4, phụ thân ông qua đời, ông được thế tập tước vị Thuận Thừa Quận vương đời thứ 14. Năm Quang Tự thứ 7 (1881), ngày 17 tháng 4 (âm lịch), giờ Mùi, ông qua đời, thọ 38 tuổi, được truy thụy Thuận Thừa Mẫn Quận vương (順承敏郡王).

## Gia quyến
- Nguyên phối: Bác Nhĩ Tế Cát Đặc thị (博爾濟吉特氏), con gái của Lễ bộ Lang trung Phúc Thụy (福瑞).
- Kế thất: Y Nhĩ Căn Giác La thị (伊爾根覺羅氏), con gái của Thị lang Hằng Kỳ (恆祺).
- Trắc Phúc tấn:
  - Tha Tháp Lạp thị (他他拉氏), con gái của Hộ vệ Chí Phúc (志福).
  - Dương Giai thị (楊佳氏), con gái của Đa Minh A (多明阿). Nguyên là Thứ Phúc tấn, được phong làm Trắc Phúc tấn năm 1894.
- Con trai: Nột Lặc Hách (訥勒赫; 1881 – 1917), mẹ là Thứ Phúc tấn Dương Giai thị. Năm 1881 được thế tập tước vị Thuận Thừa Quận vương. Sau khi qua đời được truy thụy Thuận Thừa Chất Quận vương (順承質郡王). Có một con thừa tự.